# Jan Andersson (oficial de la Fuerza Aérea Sueca)
General Mayor Jan Robert Andreas Andersson (nacido el 22 de julio de 1955) es un oficial retirado de la Fuerza Aérea Sueca. Se desempeñó como Inspector de la Fuerza Aérea desde 2003 hasta 2008.

## Primeros años
Andersson nació en Västervik, Suecia. Se formó en la Escuela de Rangers del Ejército en Kiruna, Laponia y a los 19 años, en su camino de regreso a casa desde Kiruna, Andersson voló por primera vez. Estudió para convertirse en ingeniero, pero abandonó y se matriculó en la Escuela de Vuelo de la Fuerza Aérea Sueca en Ljungbyhed.

## Carrera
Después de graduarse, Andersson fue comisionado como oficial y fue asignado al Escuadrón de Norrbotten (F 21). A mediados de la década de 1980, fue reclutado por Linjeflyg como piloto comercial, pero decidió quedarse en la fuerza aérea. Realizó el curso de gestión en el Colegio Nacional de Defensa Sueco de 1987 a 1989. Voló el Saab JAS 39 Gripen por primera vez el 23 de junio de 1993. Luego fue jefe de evaluación táctica del Saab JAS 39 Gripen. Andersson fue comandante del Escuadrón de Skaraborg (F 7) de 1998 a 2001. Luego fue ascendido a general de brigada y fue nombrado jefe de personal y Subjefe del Comando de la Fuerza Aérea en Uppsala, así como Subinspector General de la Fuerza Aérea el 1 de abril de 2001.
Andersson asumió el cargo de Inspector de la Fuerza Aérea en el Cuartel General de las Fuerzas Armadas Suecas el 1 de enero de 2003. Al mismo tiempo, fue ascendido a general mayor. Andersson ocupó este cargo hasta 2008, cuando fue sucedido por Anders Silwer y fue nombrado agregado militar en Washington D. C. Se retiró de las Fuerzas Armadas Suecas en 2011 y luego ocupó un puesto como Asesor Militar Sénior en la Agencia Sueca de Exportación de Defensa y Seguridad (Försvarsexportmyndigheten).

## Premios y distinciones
- Medalla de Recompensa en oro, tamaño 8.º de la Real Academia Sueca de Ciencias de la Guerra, (12 de noviembre de 2018)[6]

## Honores
- Miembro de la Real Academia Sueca de Ciencias de la Guerra (1999)[2]
- Presidente de la Sección III, Estudios de Guerra Aérea, de la Academia Real Sueca de Ciencias Militares (2014)[2]

## Vida personal
Andersson está casado con Gunilla, una maestra, y tienen dos hijos.

## Fechas de rango
- 1998 – Coronel
- 1 de abril de 2001 – General de brigada
- 1 de enero de 2003 – General mayor